# Zeiss-Dywidag-Schalenbauweise

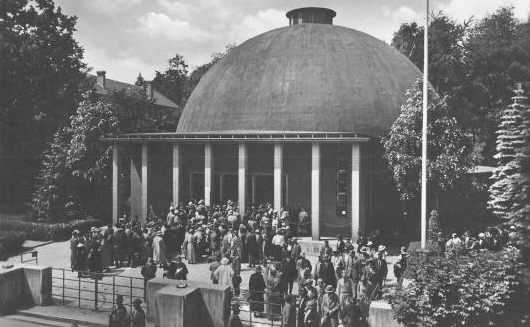
Planetarium Jena (1926). Die nur sechs Zentimeter starke Betonschale der Planetariumskuppel hat einen Durchmesser von 25 Meter.

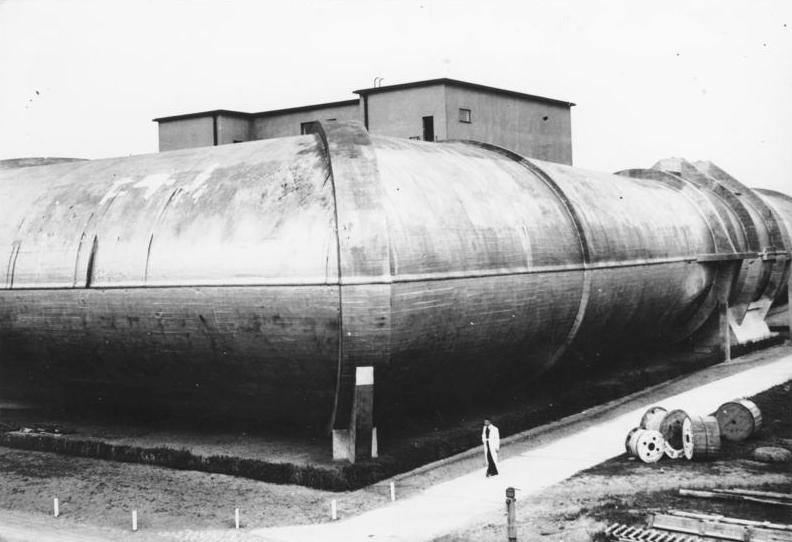
Der große Windkanal 1935. Die Wandstärke beträgt lediglich 8 cm.

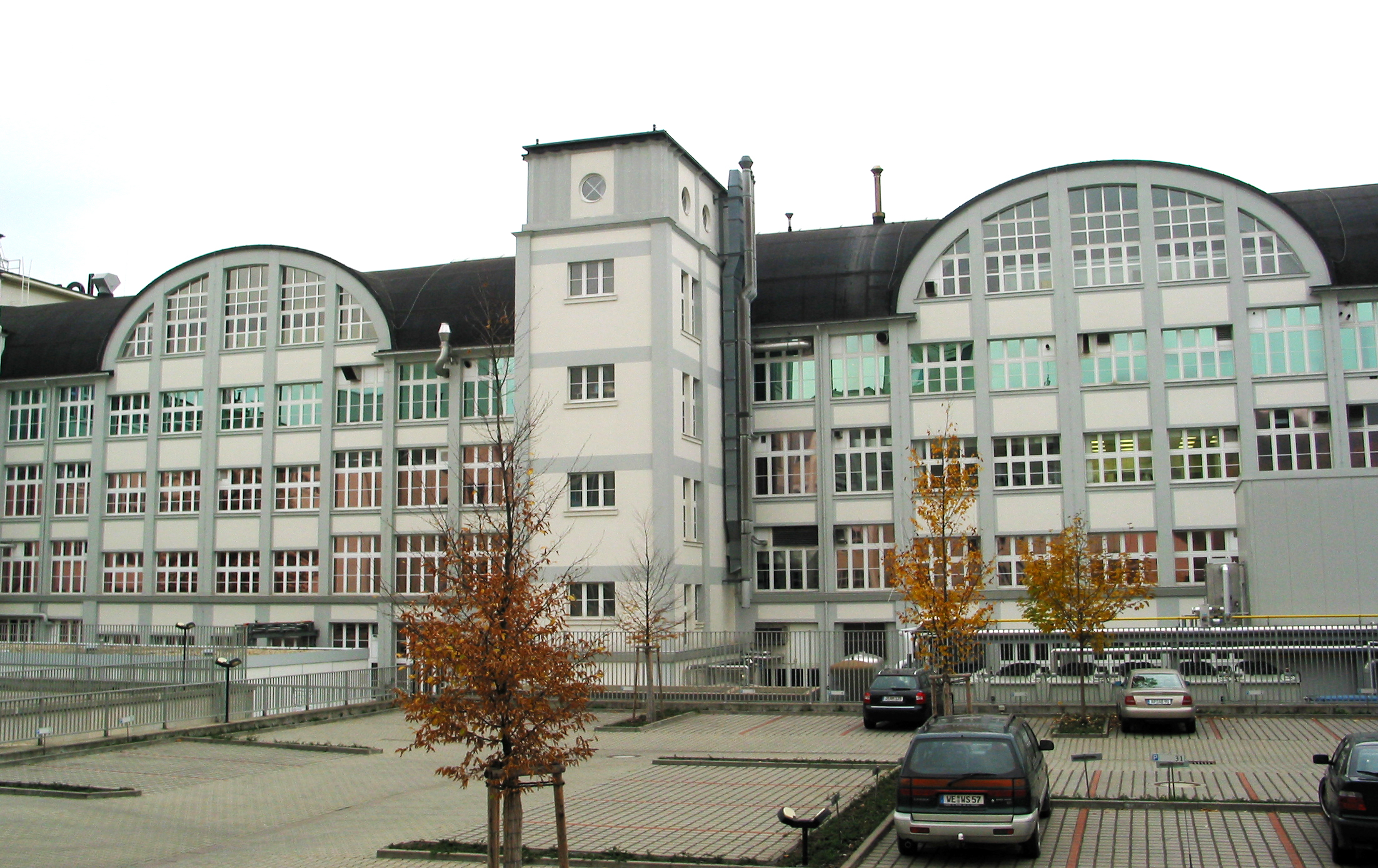
Der unter Denkmalschutz stehende Zeiss Bau 23 in Jena ist Standort des Pharmaunternehmens Jenapharm. Der stützenfreie Raum von ca. 85 Metern Länge und knapp 18 Metern Breite wird durch eine nur 6 cm starke Schalenkonstruktion überspannt.

Die Zeiss-Dywidag-Schalenbauweise, auch Zeiss-Dywidag-Verfahren oder Zeiss-Dywidag-System genannt, ist der Vorläufer des heutigen Spritzbetonverfahrens für Ingenieurbauwerke aus Spritzbeton nach DIN 18551.

## Entwicklung
Das Verfahren wurde ab 1922 von dem deutschen Bauingenieur Franz Dischinger und dem Physiker Walther Bauersfeld entwickelt und im Januar 1924 von der Firma Zeiss als Pfettenloses Eisenbeton-Tonnendach zum Patent angemeldet. Am 8. Juli 1926 wurde den Patentansprüchen als DRP 431.629 vom Reichspatentamt entsprochen.
Bei dem Verfahren wird zunächst eine tragfähige Gitterstruktur erstellt, die durch ein engmaschiges Drahtnetz verstärkt wird. Darauf wird der Beton im Trockenspritzverfahren (Torkretverfahren) aufgetragen. Das rautenförmige Gitter-Netzwerk dient als Lehrgerüst und wurde bei den ersten Bauten zunächst als Bewehrung mit einbetoniert. Später wurde das Netzwerk nur noch als Schalungsgerüst verwendet und war dann wiederverwendbar.
Das Schalenprinzip wurde u. a. beim Bau des Großen Windkanals im Aerodynamischen Park in der heutigen Wissenschaftsstadt und Technologiezentrum Berlin-Adlershof, der Kuppel des Zeiss Planetariums Jena, dem Tonnengewölbe der  Großmarkthalle Frankfurt und dem Dach des Zeiss Bau 23 angewendet. In den USA wurde es von Anton Tedesko verbreitet, den die Dyckerhoff & Widmann AG (Dywidag) 1932 dorthin entsandte, die Schalenbauweise dort aber auch selbständig weiterentwickelte.

## Literatur

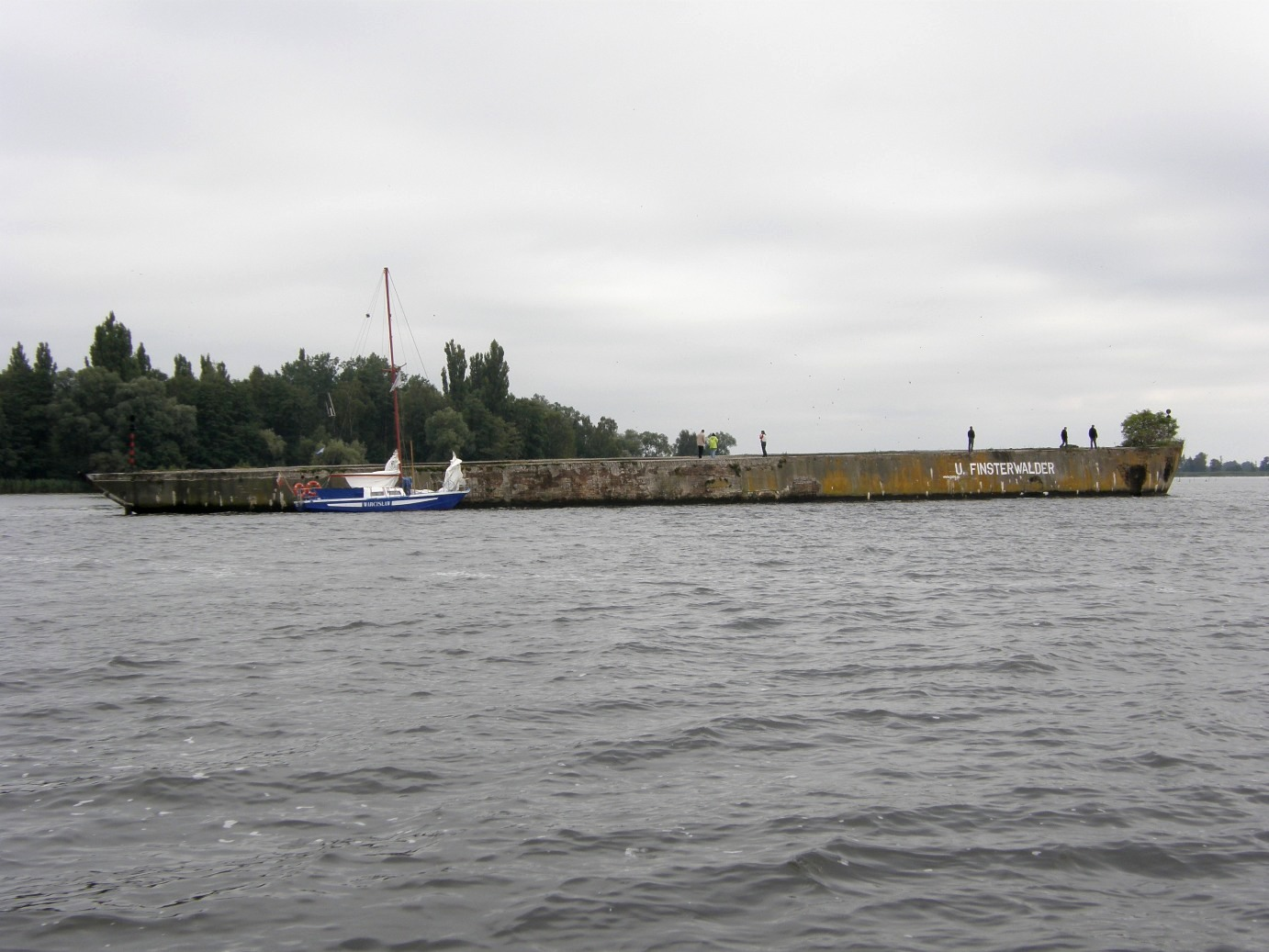
Wrack der Ulrich Finsterwalder (ehemaliger Betontanker der Hydrierwerke Pölitz AG) im Dammscher See, 2008